# Агесиполид II
Агесиполид II (др.-греч. Ἀγησίπολις Β΄) — спартанский царь династии Агиадов, сын царя Клеомброта I и старший брат Клеомена II. Правил в Лакедемоне в 371—370 годах до н. э..